# Georges Aeby (componist)
Georges Aeby (Fribourg, 13 augustus 1902 — aldaar, 26 januari 1953) was een Zwitserse componist, professor muziek (muziekpedagoog) en dirigent.

## Levensloop
Zijn eerste muzieklessen kreeg hij aan de École normale d'Hauterive bij Joseph Bovet (gregoriaans en polyfonie) en bij Léo Kathriner (piano en orgel). Een verdere leraar was Paul Haas. 
Aeby studeerde onder andere aan het conservatorium te Zürich bij Hermann Scherchen. In zijn vaderstad Fribourg was hij een organist met aanzien in de parochiekerk St. Maurice, koordirigent van de Caecilienverein in Mutuelle, bij het Chœur mixte in Bulle, dirigent van orkesten, onder andere van het bekende harmonieorkest Musique "La Landwehr" de Fribourg en vooral ook professor aan het conservatorium.
Zijn oeuvre omvat muziek voor feestelijke gelegenheden, missen, koor- en werken voor harmonieorkest. Enkele van zijn werken werden als verplicht werk genomineerd voor het Eidgenössische Musikfest. 

## Composities

### Werken voor harmonie- en fanfareorkest
- 1934 La légende du village poème dramatique en un prologue, deux axtes et un épiloge par Jean Risse, theatermuziek voor solisten, gemengd koor, mannenkoor, kinderkoor, fanfareorkest en piano
- 1943 Land uf, Land ab
- 1946 Greverzer-Hymne - Hymne à la Gruyère voor harmonieorkest
- 1950 Ohé! - Voici le gai printemps! - Lentemars
- Joseph vendu par ses frères bijbels drama voor koor, orgel en fanfareorkest
- Tryptique

### Missen
- 1940 Missa brevis ad 4 voces aequales
- 1953 Messe im caecilianischen Stil voor 4-stemmig mannenkoor, orgel en koperblazers
- Messe brève pour la Journée fribourgeoise à l'Exposition nationale (Ascension 1964)

### Koorwerken
- A Nouthra Dona dè L'Evi voor gemengd koor - tekst: Cécile Lanthmann
- Chant de guerre voor gemengd koor (of mannenkoor) - tekst: Jean Risse
- Chœur du géranium voor sopraan solo en gemengd koor - tekst: Paul Bondallaz
- La fille en bleu (sous le ciel d'Estavayer) voor gemengd koor - tekst: Jean Risse
- Au pays de Gruyère voor gemengd koor - tekst: Albert Schmidt
- Lè fèrmaillè voor gemengd koor - tekst: Jean Risse
- Notre dame aux oiseaux voor sopraan solo en gemengd koor - tekst: Jean Risse
- La légende de l'Edelweiss chœur à voix égales - tekst: Jean Risse
- La réche dou moulin - (La scie du moulin) voor gemengd koor - tekst: Pierre Quartenoud
- To bounamin voor gemengd koor - tekst: Jean Risse
- Ustaage-Liedli voor gemengd koor - tekst: Bernhard Rappo

### Toneelmuziek
- 1926 La sérénade Operette, 1 acte, voor sopraan, tenor, bariton, bas, gemengd koor en orkest - libretto: Pierre Verdon
- 1937 Die Fahne feestelijk speel in drie bedrijven met proloog en epiloog
- 1938 Kan la têrà tzantè La Grôcha Fin Drame villageois en 4 aktes de Joseph Yerly - Texte des chants de Jean Risse
- 1952 Jehan l'Eclopé légende gruérienne en 8 tableaux de Albert Schmidt